# Eatoniella
Eatoniella är ett släkte av snäckor. Eatoniella ingår i familjen Eatoniellidae.

## Dottertaxa tillEatoniella, i alfabetisk ordning[1]
- Eatoniella albocolumella
- Eatoniella atervisceralis
- Eatoniella atropurpurea
- Eatoniella bathamae
- Eatoniella delli
- Eatoniella dilatata
- Eatoniella flammulata
- Eatoniella fossa
- Eatoniella fuscosubucula
- Eatoniella globosa
- Eatoniella iredalei
- Eatoniella kerguelenensis
- Eatoniella lampra
- Eatoniella latebricola
- Eatoniella limbata
- Eatoniella lutea
- Eatoniella mortoni
- Eatoniella notalabia
- Eatoniella notata
- Eatoniella obtusispira
- Eatoniella olivacea
- Eatoniella pallida
- Eatoniella perforata
- Eatoniella pfefferi
- Eatoniella poutama
- Eatoniella pullmitra
- Eatoniella puniceomacer
- Eatoniella rakiura
- Eatoniella roseocincta
- Eatoniella roseola
- Eatoniella roseospira
- Eatoniella smithi
- Eatoniella stewartiana
- Eatoniella tenella
- Eatoniella varicolor
- Eatoniella verecunda